# William Stryker
William Stryker är en seriefigur från Marvel Comics. Karaktären är skapad av Chris Claremont och Brent Anderson, och sågs för första gången 1982 i den grafiska romanen X-Men: God Loves, Man Kills. William Styker är en superskurk och fiende till X-Men.
Karaktären uppträder även som filmfigur i X2: X-Men United (2003), spelad av Brian Cox. Han spelades av Danny Huston i X-Men Origins: Wolverine (2009). Josh Helman spelar Stryker i X-Men: Days of Future Past (2014) och X-Men: Apocalypse (2016).